# Biblioteca comunale Aldo Carrara
La Biblioteca comunale Aldo Carrara si trova ad Altopascio.

## Storia e descrizione
La biblioteca comunale di Altopascio e l'annesso centro di cultura intitolato ad Aldo Carrara sono attivi sul territorio già dal 1967, ben 10 anni prima della legge regionale 33/1976 che istituiva le biblioteche comunali in Regione Toscana. Quella di far nascere una biblioteca in quegli anni fu quindi una scelta scaturita da un contesto culturale che ha poi ben presto costituito una tradizione di utilizzo e di appartenenza per tutta la comunità altopascese e non. Su quel nucleo la biblioteca negli anni è cresciuta e si è trasformata, nel rispondere alle domande nuove che lo studio, la ricerca, l'interesse e la lettura sempre più pongono.
Oggi la biblioteca è una realtà articolata, che assomma diversi e vari servizi: dai corsi di lingue straniere e di informatica alla promozione alla lettura, dai programmi interculturali all'approfondimento della storia locale. L'ultimo elemento significativo di innovazione tecnologica è il catalogo collettivo in rete, che valorizza la ricchezza e la specificità delle diverse realtà, rappresentando il legame tra passato e futuro.

## Patrimonio documentario
- 43.100 volumi del patrimonio librario
- 10 testate di riviste
- 11 postazioni internet
- Biblioteca digitale: ReteIndaco e MLOL

## Servizi e informazioni
- Iscrizione gratuita al servizio di prestito per l'intera Rete delle biblioteche e degli archivi della Provincia di Lucca
- Lettura in sede
- Prestito a domicilio
- Prestito interbibliotecario (provinciale, regionale, nazionale e internazionale)
- Biblioteca digitale: ReteIndaco e MLOL - Media Library OnLine
- Informazioni e consulenze bibliografiche
- Didattica della biblioteca e istruzioni all'utenza
- Acquisto libri su richiesta degli utenti (desiderata)
- Organizzazione di corsi: lingue straniere, alfabetizzazione informatica ed internet, biblioteconomia e storia locale
- Diverse attività di educazione/promozione alla lettura per bambini 0-8 anni grazie ai lettori volontari del progetto NpL "Nati per Leggere" e del progetto "Crescere lettori"

## La titolazione: Aldo Carrara
Aldo Carrara (Altopascio, 11 settembre 1939 – Altopascio, 15 settembre 1962) è stato uno scrittore e poeta locale. Nel 1959 vinse il premio nazionale "Prima Prova", indetto dalla rivista Bianco e Nero (con giuria composta da M. Antonioni, L. Chiarini, G. C. Vigorelli). Pubblicò racconti sulle riviste Prove e Situazione, poesie su Il Contemporaneo.
Nel maggio del 1960 scrisse di lui Italo Calvino: "Devo dirle che mi piace molto il modo in cui lei scrive: oggettivo, tutto fatti, con la passione di spiegare con precisione la verità di una vita, con un linguaggio vero, quasi tutto di parole che si dicono parlando". Ancora, nel novembre 1960, Pier Paolo Pasolini: "Le sue poesie mi sembrano buone, ma con un pericolo: quello di essere troppo buone. Potrebbe diventare Leopardi al limite o niente: solo un poeta marginale, dalle buone letture e di buon gusto".
Morì in un incidente stradale.

## Altre immagini

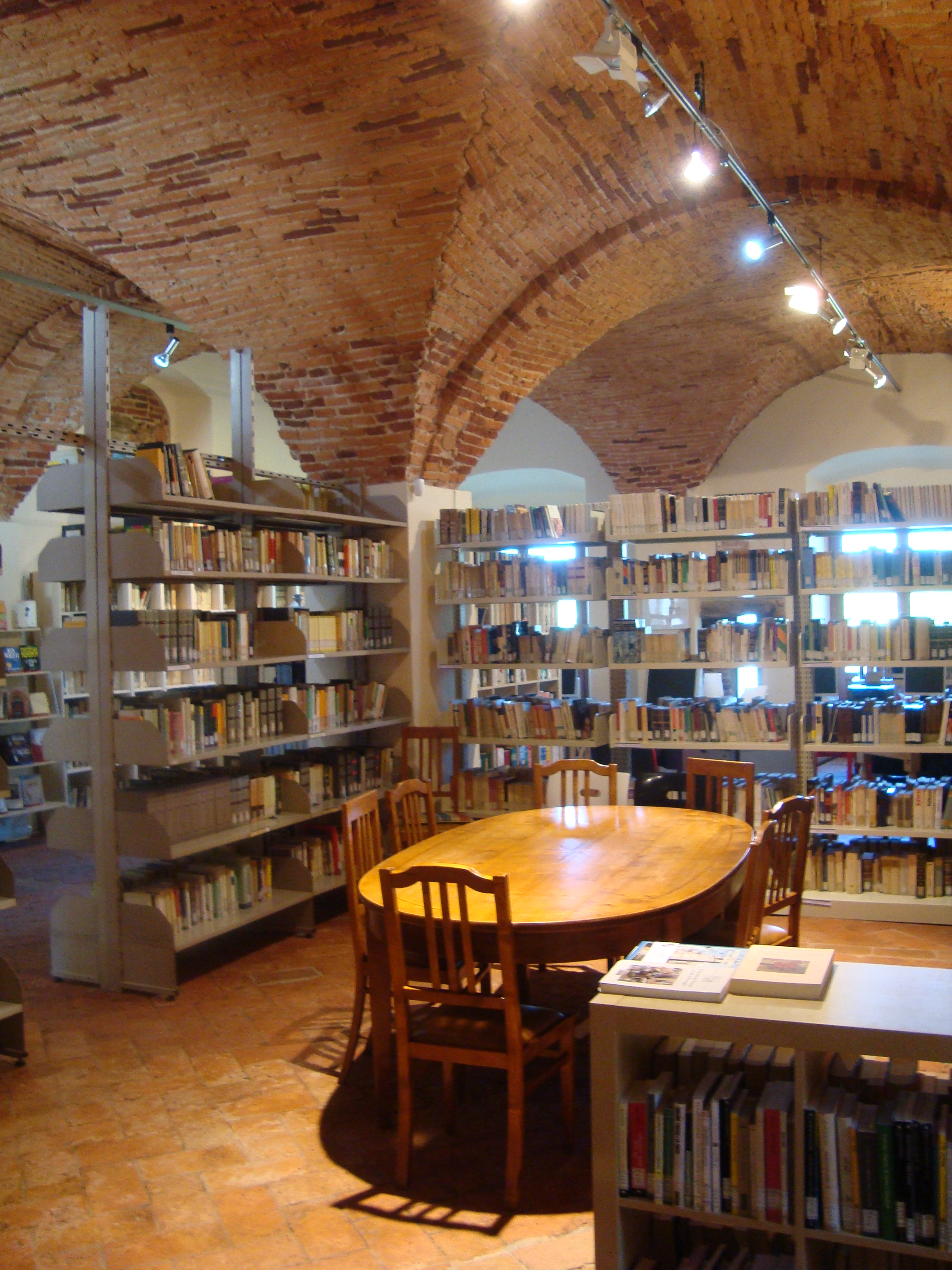
Interno
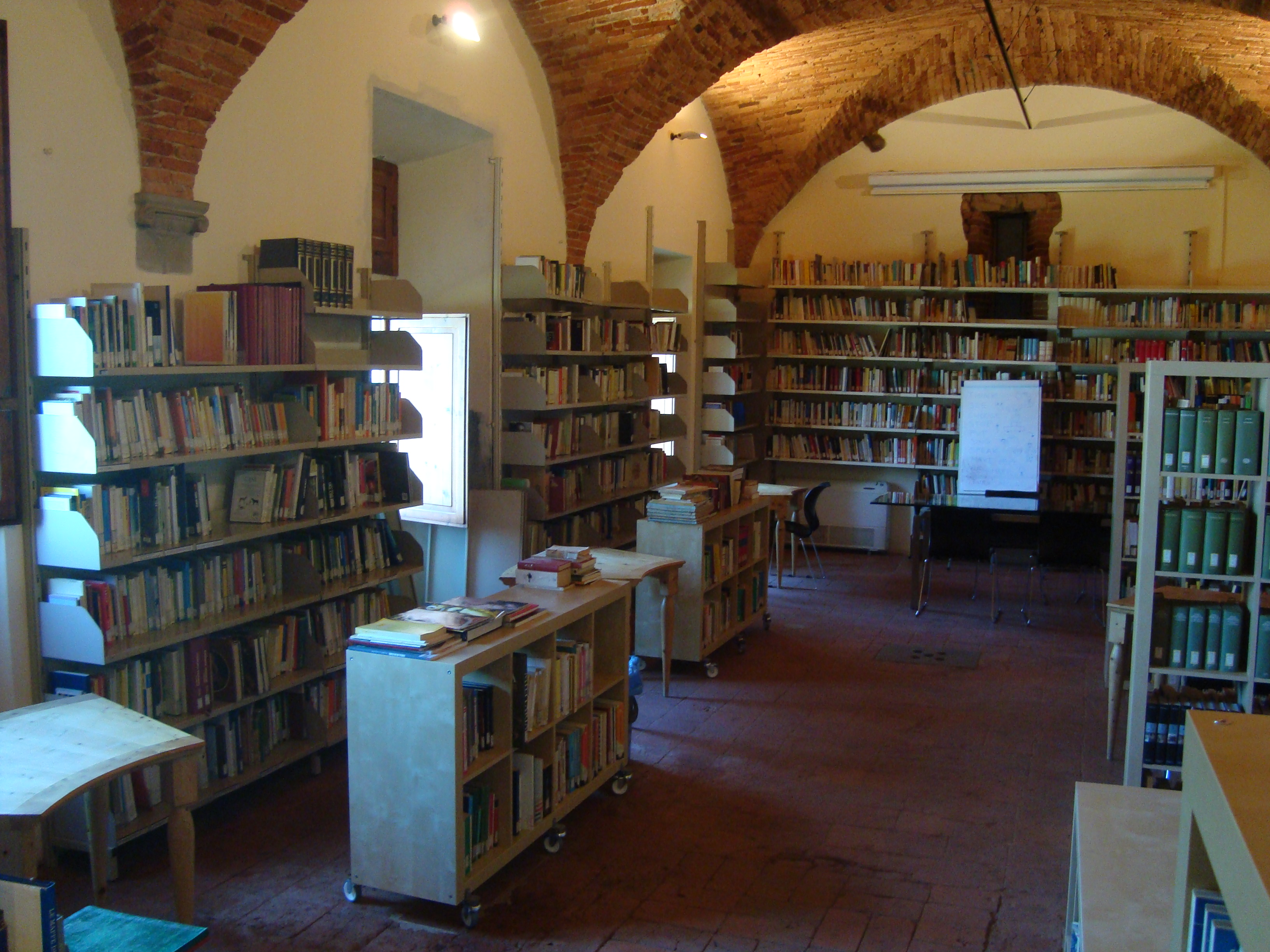
Interno